# Tyrannochelifer
Tyrannochelifer es un género de arácnido del orden Pseudoscorpionida de la familia Cheliferidae.

## Especies
Las especies de este género son:
- Tyrannochelifer cubanus Hoff, 1964
- Tyrannochelifer floridanus (Banks, 1891)
- Tyrannochelifer imperator (With, 1908)
- Tyrannochelifer macropalpus (Tullgren, 1907)